# 潟湖島
67°35′S 68°16′W / 67.583°S 68.267°W
潟湖島（Lagoon Island），是南極洲的島嶼，位於阿德萊德島東南面，處於萊德灣入口處，是萊奧尼群島的一部分，由讓-巴蒂斯特·夏古率領的法國探險隊發現，現時由南極條約體系管理。